# Señales de vida
Señales de vida (título original: Signs of Life) es una película dramática estadoundiense de 1989 dirigida por John David Coles y protagonizada por Beau Bridges, Vincent D'Onofrio y Arthur Kennedy. 

## Argumento
Owen Coughlin es un hombre de 60 años. Es el propietario de un astillero caído que hay en Maine. Como tal sueña en vano con nuevos pedidos que no vienen.
Al final tiene que cerrar su negocio y despedir a sus cuatro empleados. Entonces, poco a poco, los hombres empiezan a acostumbrarse poco a poco al hecho de que la vida también puede tener sentido incluso sin barcos y navegación.

## Reparto
| Actor              | Personaje       |
| ------------------ | --------------- |
| Beau Bridges       | John Alder      |
| Vincent D'Onofrio  | Daryl Monahan   |
| Arthur Kennedy     | Owen Coughlin   |
| Kevin J. O'Connor  | Eddie Johnson   |
| Will Patton        | Padre de Owen   |
| Kate Reid          | Sra. Wrangway   |
| Georgia Engel      | Betty           |
| Kathy Bates        | Mary Beth Alder |
| Mary-Louise Parker | Charlotte       |
| Michael Lewis      | Joey Monahan    |

## Producción
La película fue filmada en Stonington, Thomaston Ellsworth y South Bristol. Todas estas localidades están situadas en el estado estadounidense de Maine. Se empezó a rodar el filme el 20 de mayo de 1988 y, una vez terminado se estrenó el 5 de mayo de 1989.

## Recepción
Hoy en día la película ha sido valorada en portales cinematográficos. En IMDb, por ejemplo, con 633 votos registrados, el filme obtiene una media ponderada de 6,2 sobre 10. En cuanto a Rotten Tomatoes, los más de 100 votos registrados le dieron allí una valoración media de 2,8 de 5. También cabe destacar, que en La Vanguardia el 30 % de los usuarios registrados en ese periódico le dan una valoración positiva al filme.